# Open Philanthropy
Open Philanthropy (antes llamado Open Philanthropy Project) es una fundación de investigación y concesión de subvenciones basada en el altruismo eficaz. 
Su objetivo es conceder subvenciones y compartir abiertamente sus conclusiones. Open Philanthropy identifica las oportunidades de donación más destacadas, concede subvenciones, hace un seguimiento de los resultados y publica sus conclusiones en línea.
Open Philanthropy fue originalmente incubada como una asociación entre Good Ventures, la fundación de Tuna y Moskovitz, y GiveWell, un evaluador de organizaciones benéficas. 
La asociación se llamó a sí misma "Open Philanthropy Project" en 2014, y comenzó a operar de forma independiente en 2017.

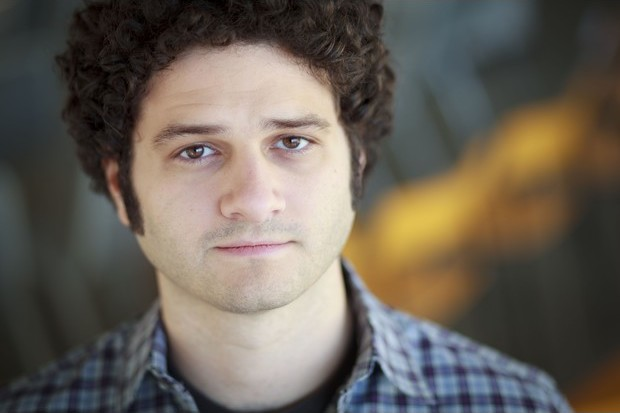
Dustin Moskovitz, cofundador de Facebook y de Open Philanthropy.

Actualmente Holden Karnofsky es su actual director ejecutivo y Cari Tuna y Dustin Moskovitz sus principales contribuyentes.

## Áreas de investigación
Open Philanthropy define una "causa" como "el campo alrededor de un problema u oportunidad particular -como la reforma del sistema de justicia penal en Estados Unidos, la prevención de pandemias o la reducción de la carga de la enfermedad de Alzheimer- en el que es necesario desarrollar la experiencia y las redes para tomar buenas decisiones de donación".
Open Philanthropy da prioridad a las causas que obtienen un puntaje particularmente alto en alguna combinación de los siguientes tres criterios:
- Importancia. ¿Cuántos individuos están afectados y qué tan profundamente?
- Descuido. ¿Cuántos recursos se están asignando ya?
- Trazabilidad. ¿Con qué facilidad se puede seguir avanzando?

Con fecha de agosto de 2019, Open Philanthropy había seleccionado áreas de enfoque principalmente de las siguientes cuatro categorías:
1. Política de los Estados Unidos.[8] Áreas de atención prioritaria: reforma de la justicia penal,[9] bienestar de los animales de granja, política de estabilización macroeconómica, política de inmigración y reforma del uso de la tierra.
2. Riesgos catastróficos globales.[10] Áreas de atención prioritaria: bioseguridad y preparación para una pandemia y riesgos potenciales de la inteligencia artificial avanzada.
3. Investigación científica.[11][12] Áreas de atención prioritaria: salud y bienestar humanos, innovación científica, ciencia de apoyo a la bioseguridad y la preparación para la pandemia, ciencia básica transformadora, política e infraestructura científicas y otras esferas de investigación científica.
4. Salud y desarrollo mundiales.[13] No se han identificado todavía áreas de atención prioritaria.